# Dąbrówka (okres Gliwice)
Dąbrówka (něm. Steineich) – vesnice v Polsku, která se nachází ve Slezském vojvodství, v okrese Gliwice, v gmině Wielowieś.
V letech 1975–1998 vesnice administrativně patřila pod Katovické vojvodství.

## Terén
Části obce, patřící k vesnici Dąbrówka:
- Łabowice

roce 2011 zde žilo 498 osob z toho 242 mužů a 256 žen.

## Turistika
Přes obec prochází turistické trasy:
- - Stezka slezských povstalců
- - Trasa Sto let turistiky

Na území vesnice se nachází přírodní rezervace Hubert, kterým prochází trasa Sto let turistiky.